# Віола Янік
Віола Янік (англ. Viola Yanik; нар. 9 липня 1982, Бонн, Північний Рейн-Вестфалія, ФРН) — канадська борчиня вільного стилю, бронзова призерка чемпіонату світу, срібна призерка Панамериканських ігор, бронзова призерка Кубку світу, учасниця Олімпійських ігор.

## Життєпис
Боротьбою почала займатися з 1997 року. У 2002 році завоювала срібну медаль чемпіонату світу серед студентів.
Виступала за борцівський клуб Саскатуна. З 1997 року тренувалася під керівництвом Тодда Хіндса.

## Спортивні результати на міжнародних змаганнях

### Виступи на Олімпіадах
| Змагання                    | Збірна | Вагова категорія          | Місце |
| --------------------------- | ------ | ------------------------- | ----- |
| Літні Олімпійські ігри 2004 | Канада | жіноча боротьба, до 63 кг | 5     |

### Виступи на Чемпіонатах світу
| Змагання                        | Збірна | Вагова категорія          | Місце  |
| ------------------------------- | ------ | ------------------------- | ------ |
| Чемпіонат світу з боротьби 2003 | Канада | жіноча боротьба, до 63 кг | Бронза |

### Виступи на Панамериканських іграх
| Змагання                  | Збірна | Вагова категорія          | Місце  |
| ------------------------- | ------ | ------------------------- | ------ |
| Панамериканські ігри 2003 | Канада | жіноча боротьба, до 63 кг | Срібло |

### Виступи на Кубках світу
| Змагання                    | Збірна | Вагова категорія          | Місце  |
| --------------------------- | ------ | ------------------------- | ------ |
| Кубок світу з боротьби 2002 | Канада | жіноча боротьба, до 63 кг | Бронза |
| Кубок світу з боротьби 2003 | Канада | жіноча боротьба, до 63 кг | 6      |

### Виступи на інших змаганнях
| Змагання                                        | Збірна | Вагова категорія          | Місце  |
| ----------------------------------------------- | ------ | ------------------------- | ------ |
| Manitoba Open 2002                              | Канада | жіноча боротьба, до 63 кг | Срібло |
| Гран-прі Німеччини з боротьби 2002              | Канада | жіноча боротьба, до 63 кг | Срібло |
| Чемпіонат світу з боротьби серед студентів 2002 | Канада | жіноча боротьба, до 63 кг | Срібло |
| Manitoba Open 2003                              | Канада | жіноча боротьба, до 63 кг | 5      |
| Гран-прі Німеччини з боротьби 2003              | Канада | жіноча боротьба, до 63 кг | 5      |
| Austrian Ladies Open 2003                       | Канада | жіноча боротьба, до 63 кг | 8      |
| Тестовий турнір FILA 2004                       | Канада | жіноча боротьба, до 63 кг | 12     |
| Міжнародний меморіал Дейва Шульца 2004          | Канада | жіноча боротьба, до 63 кг | 4      |
| Austrian Ladies Open 2004                       | Канада | жіноча боротьба, до 63 кг | Бронза |

### Виступи на змаганнях молодших вікових груп
| Змагання                                      | Збірна | Вагова категорія          | Місце |
| --------------------------------------------- | ------ | ------------------------- | ----- |
| Чемпіонат світу з боротьби серед юніорів 2001 | Канада | жіноча боротьба, до 68 кг | 4     |